# Palacio Spinola (San Julián)
El Palacio Spinola (en maltés:Palazz ta' Spinola; en italiano: Palazzo Spinola), también conocido como  Villa Spinola, es un palacio situado en San Julián, Malta. Fue construido en el siglo XVII por Fra Paolo Rafel Spinola, caballero de la Orden de San Juan, y ampliado en el siglo XVIII. La construcción posterior fue diseñada por Romano Carapecchia, lo que se considera una obra maestra, ya que su parte trasera tiene un elegante reloj que es una característica única de la arquitectura barroca secular en Malta.
El palacio se convirtió en un hospital militar entre 1860 y 1922, y fue conocido como el Hospital Forrest. Más tarde sirvió para diversos fines,  como albergue para indigentes tras la Segunda Guerra Mundial, un efímero Museo de Arte Moderno y el Ministerio de Turismo. Desde finales de 2007 hasta la actualidad, el edificio alberga la sede de la Asamblea Parlamentaria del Mediterráneo (PAM).
En el momento de su construcción también se construyeron varios edificios auxiliares. Estos consisten en una iglesia, dos cobertizos para botes, un mirador y un edificio que sirve de caballerizas. En la actualidad siguen perteneciendo a diferentes propietarios privados, y el palacio pertenece al gobierno maltés. Originalmente, el edificio contaba con amplios jardines, incluyendo jardines barrocos y viñedos, sin embargo, éstos se redujeron a un jardín trasero cerrado y un pequeño jardín público delantero.

## Historia
El primer Palacio Spinola fue construido en 1688 por el caballero Fra Paolo Raffaele Spinola, Gran Prior de Lombardía. Según una inscripción en latín situada sobre la entrada principal, el palacio y los jardines que lo rodean se construyeron "para el recreo del pueblo", y se utilizó para actividades culturales. Desde su construcción en el lugar, fue ocasionalmente la residencia de verano del Gran Maestre, generalmente para la celebración de la fiesta de Ta' Lapsi, tradición que se mantuvo ininterrumpidamente hasta la expulsión de la Orden.

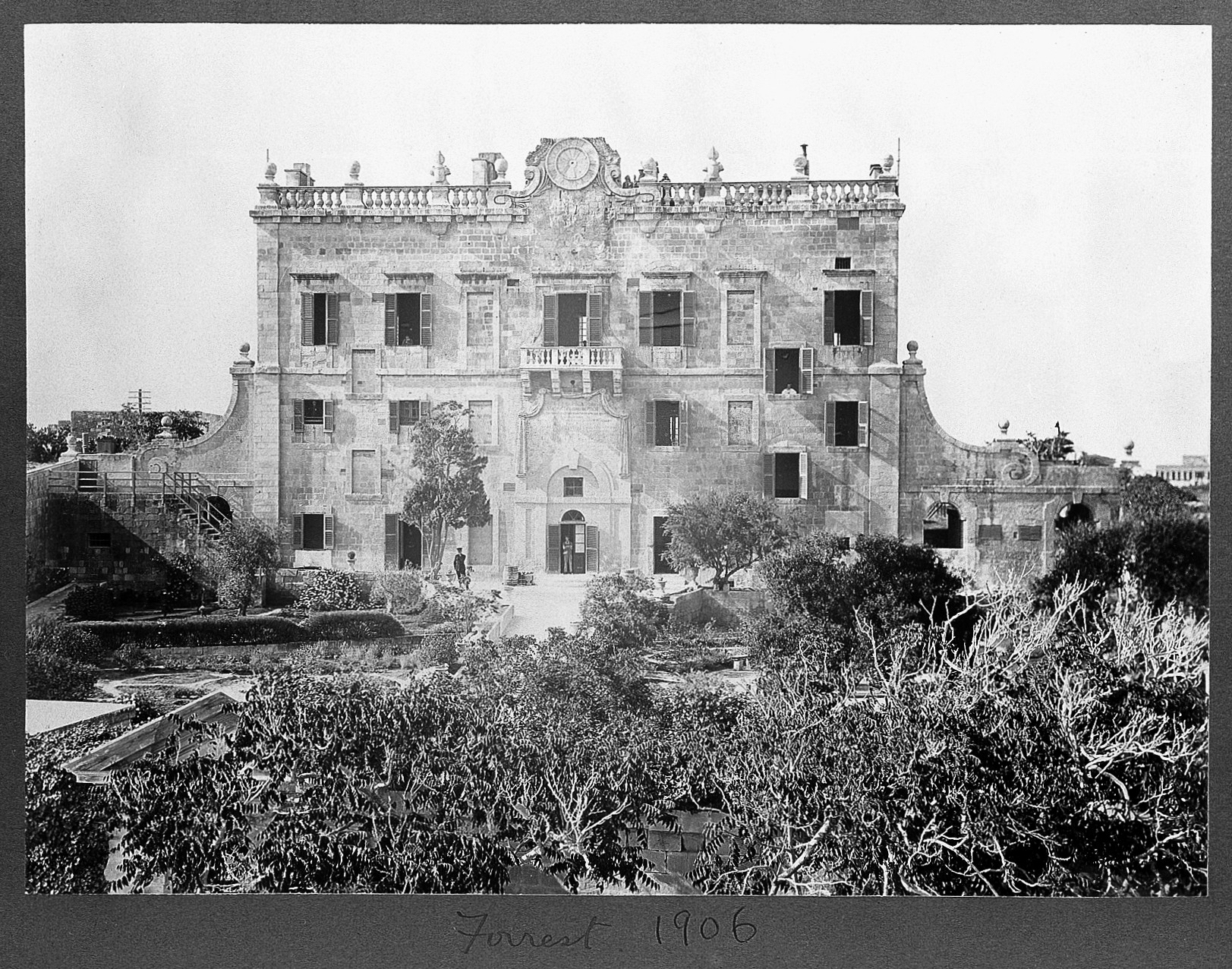
Palacio Spinola en 1906, cuando era un hospital

El palacio pasó a manos de Fra Giovanni Battista Spinola, sobrino del propietario original, quien lo amplió y embelleció en 1733 bajo la dirección del arquitecto Romano Fortunato Carapecchia. El palacio resultó dañado durante la ocupación francesa de Malta en 1798, y la corona situada sobre el reloj de la fachada fue destruida simbólicamente, para significar la expulsión de la Orden de Malta. El palacio fue restaurado en 1826, y posteriormente fue adquirido por la Iglesia. En la década de 1830 fue utilizado como residencia por el artista Charles Allingham (c.1778-1850).
En 1860, el palacio fue arrendado al ejército británico por 20 libras esterlinas al año. Fue modificado y convertido en hospital militar, siendo inaugurado como Hospital Forrest en octubre de ese año. También se le conocía a veces como Forrest House, y recibió su nombre del Dr. John Forrest, que era el inspector de hospitales de la época. Sirvió generalmente, pero no exclusivamente, para soldados que padecían enfermedades venéreas y albergaba al menos a veinte pacientes a la vez. En condiciones normales, podía atender a 42 pacientes con camas, divididos en nueve salas en diferentes pisos, pero durante las crisis atendió hasta 186 pacientes a la vez. Tras la epidemia de cólera de 1865, cuando fallecieron tres pacientes, un informe sanitario afirmó que el edificio, al ser una residencia antigua, no era adecuado como hospital. Desde su inauguración como hospital hasta por lo menos finales del siglo XIX, el edificio tuvo serios problemas relacionados con un mal sistema de drenaje y ventilación. Hacia 1900, el alojamiento del hospital aumentó con el uso de tiendas de campaña en sus jardines. Se llevaron a cabo mejoras, que estuvieron listas en 1906, en el sistema de alcantarillado. En la Primera Guerra Mundial, el edificio siguió utilizándose como hospital. Esto sólo fue posible con la apertura de un hospital militar en Mtarfa.
Fue incluido en la Lista de Antigüedades de 1935.  En la década de 1940, se utilizó como refugio para personas cuyas casas habían sido destruidas por los bombardeos aéreos en la Segunda Guerra Mundial . El palacio finalmente cayó en mal estado, antes de ser tomado por el gobierno en 1975. Fue restaurado entre 1984 y 1986, momento en el que se proyectó para albergar el Museo de Arte Moderno en las plantas superiores, pero tras su inauguración no consiguió atraer a un número razonable de visitantes.   Apareció en un sello postal alrededor de 1991, con la corona desaparecida. En 1996 se planificó la reconversión del edificio para que fuera utilizado por el Ministerio de Turismo. El Ministerio comenzó a funcionar en el edificio el 9 de noviembre de 1998, pero el 18 de marzo de 2002 se trasladó al Albergue de Italia en La Valeta. La Dirección de Ejecución de la Autoridad de Turismo de Malta se trasladó entonces allí, utilizando el Palacio como centro de operaciones hasta 2007. El edificio fue restaurado de nuevo entre 2006 y 2007 y la corona del reloj, que había desaparecido desde 1798, fue reconstruida en 2012. Los trabajos de restauración se llevaron a cabo en diferentes etapas, la última en 2013.
A finales de 2006, Malta presentó su interés por albergar la sede de la Asamblea Parlamentaria del Mediterráneo (PAM). Con este fin, las principales áreas del palacio se convirtieron y se pusieron a disposición de los requisitos del parlamento. Fue inaugurado y entregado por el Primer Ministro de Malta, Edward Fenech Adami, el 22 de noviembre de 2007. El primer ministro Adami inauguró una placa en el edificio para conmemorar este evento.  el ministro de Relaciones Exteriores George William Vella y el presidente de la Asamblea Parlamentaria, Francesco Maria Amoruso, firmaron una renovación para el uso continuado de los locales en el Palazzo Parisio de La Valeta.
El edificio no está abierto al público en general, excepto su bodega, que alberga el restaurante L-Għonnella. El palacio era conocido por las grandes cantidades de vino que se guardaban en sus bodegas durante la Orden de San Juan.

## Arquitectura

### Palacio
El palacio es un gran edificio barroco de tres plantas. La fachada contiene un gran reloj esculpido bajo una corona. Según Giovanni Bonello, el palacio es el primer edificio que tiene un reloj como elemento central y el único que lo tiene en una fachada barroca no religiosa en Malta. La fachada suele estar iluminada por la noche. El palacio se considera una obra maestra de la arquitectura maltesa.

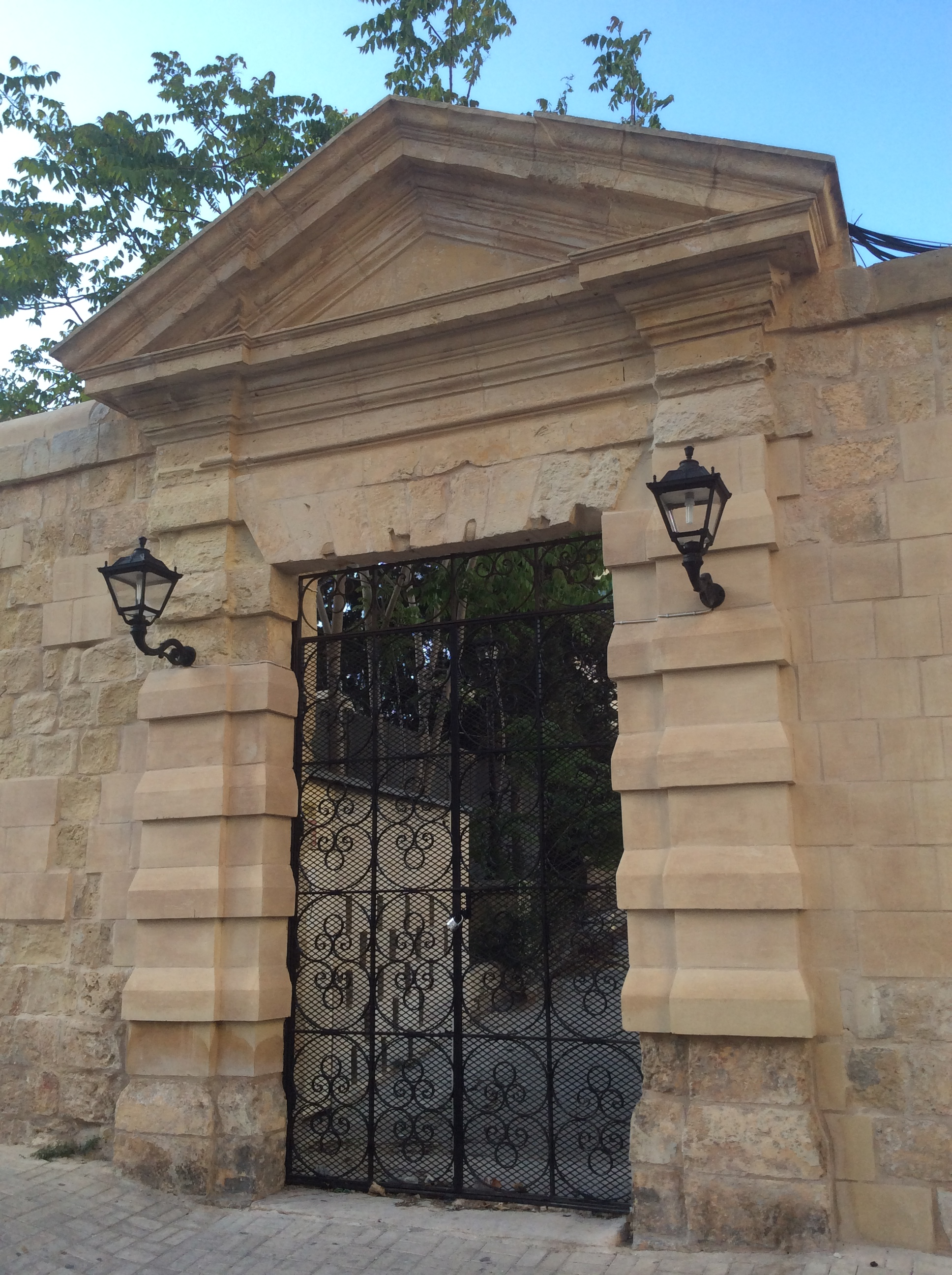
Puerta a los jardines del palacio

El palacio se levanta sobre una colina con amplias vistas que fueron disminuyendo con el paso de los años. Originalmente dominaba y daba nombre a la bahía de Spinola. En el siglo XX, la zona que rodea al palacio comenzó a construirse, y en la actualidad el palacio apenas es visible desde la bahía, ya que está oculto por apartamentos y otros edificios modernos. La bahía de Spinola, antigua bahía de San Julián, es ahora famosa por su número de restaurantes de primera categoría y por su buena gastronomía.

### Jardines
Originalmente, el palacio estaba rodeado de amplios jardines abiertos para el entretenimiento del público, pero poco queda de ellos. Una parte de los jardines demolidos consistía en un patio de vinos. Ahora hay dos jardines, uno en la parte delantera y otro en la trasera, y sólo el jardín delantero está abierto al público. El jardín delantero fue embellecido por el Grupo Tumas entre 2006 y 2007. Durante esta renovación, se mantuvo el carácter barroco del jardín, pero se le añadió un toque moderno. Está prohibido consumir alcohol en cualquier momento en el jardín. El jardín trasero privado no es accesible al público y está cerrado por un alto muro. Se les llama, y se les conoce generalmente, los Jardines Spinola. 

### Iglesia

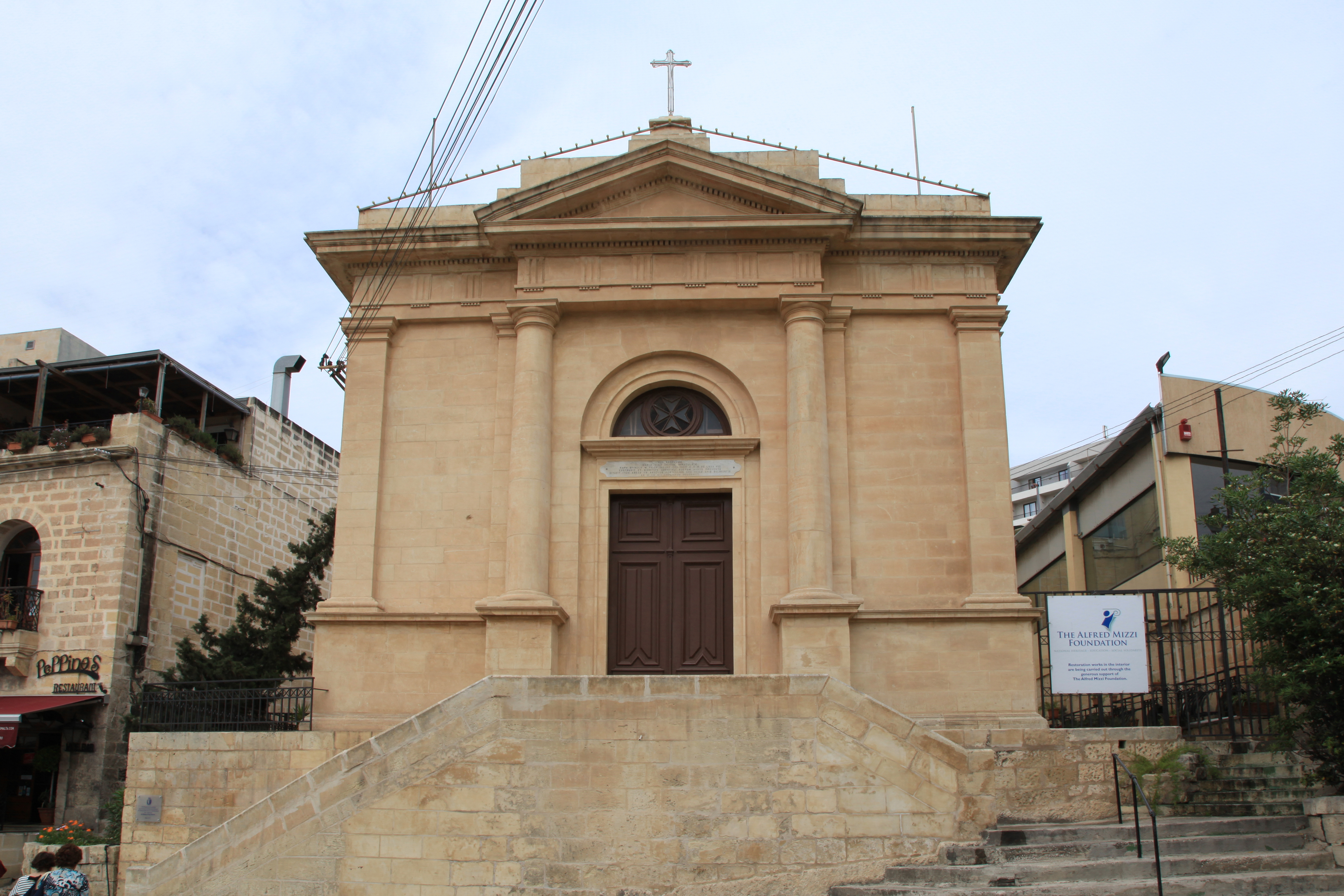
Iglesia de la Inmaculada Concepción, con la fachada reconstruida

Cuando Fra Paolo Rafel Spinola construyó el palacio, también construyó cerca una iglesia dedicada a la Inmaculada Concepción . La primera piedra de la iglesia se colocó el 16 de junio de 1687 y fue consagrada el 10 de septiembre de 1688. La iglesia fue ampliada y su fachada fue reconstruida en 1914. La iglesia está en la lista del Inventario Nacional de Bienes Culturales de las Islas Maltesas.

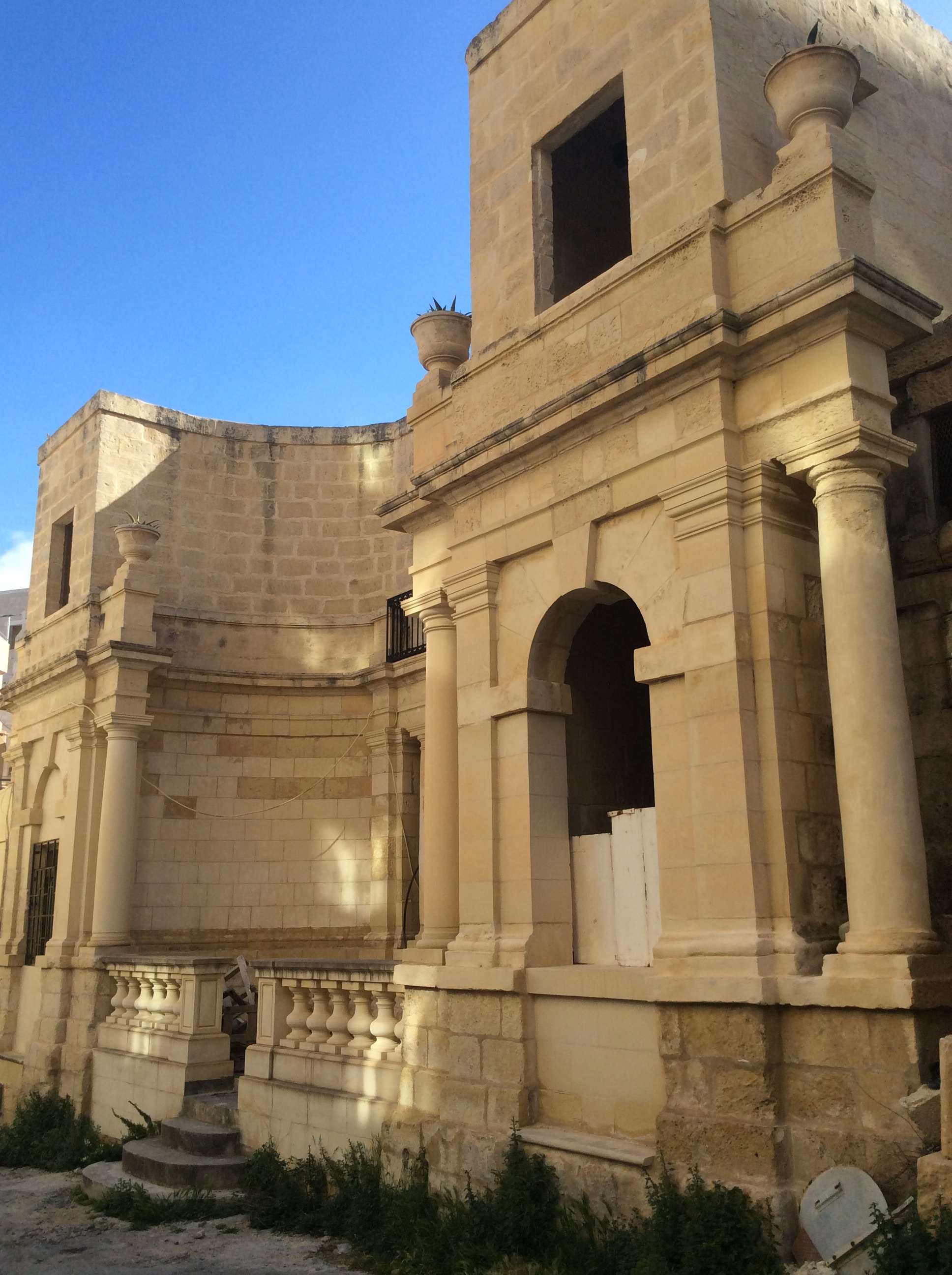
El Belvedere Spinola

### Cobertizos para botes
Cuando se construyó el palacio, se construyeron dos cobertizos para botes en la costa rocosa de la bahía de Spinola. Los cobertizos para botes son bastante sencillos y tienen dos arcos que conducen a un área abierta. Los cobertizos para botes ahora son restaurantes, el de la izquierda se llama San Giuliano y el de la derecha se llama Raffael. 

### Belvedere y establos
Apartado del jardín original del palacio se encuentra el Belvedere de Spinola. Hoy en día, los jardines de este lado del palacio están urbanizados con modernas carreteras y urbanizaciones. El mirador está actualmente en proceso de renovación.
A lo largo del camino se encuentra el edificio de los establos que fueron restaurados en la década de 1990 para albergar diversos restaurantes.